# Gangwon (tỉnh)
Tỉnh Gangwon hay Gangwon-do (Hán Việt: Giang Nguyên đạo) là một trong Triều Tiên bát đạo trong triều đại Triều Tiên.  Tỉnh đã được lập năm 1395, và lấy tên từ tên thành phố chính là Gangneung (강릉; 江陵) và tỉnh lỵ Wonju (원주; 原州).
Năm 1895, Gangwon-do được chuyển thành các huyện Chuncheon (Chuncheon-bu; 춘천부; 春川府, Hán Việt: Xuân Xuyên phủ) ở phía tây và Gangneung (Gangneung-bu; 강릉부; 江陵府, Hán Việt: Giang Lăng phủ) ở phía đông.  (Wonju đã trở thành một phần của huyện Chungju.)
Năm 1896, Triều Tiên được chia thành 13 đạo, và hai huyện đã được sáp nhập để lập tỉnh Gangwon-do.  Dù Wonju nhập vào tỉnh Gangwon-do, tỉnh lỵ vẫn được chuyển sang Chuncheon.
Với việc chia cắt Triều Tiên năm 1945, và thiết lập hai chính phủ Bắc Triều Tiên và Hàn Quốc năm 1948, cũng như việc chấm dứt chiến tranh Triều Tiên năm 1953, Gangwon bị chia thành hai tỉnh:  Gangwon-do (Hàn Quốc) và Kangwon-do (Bắc Triều Tiên).
Bản mẫu:Eight Provinces of Korea
Bản mẫu:Regions and Phân chia hành chính Bắc Triều Tiên